# St. Antonius (Rechterfeld)

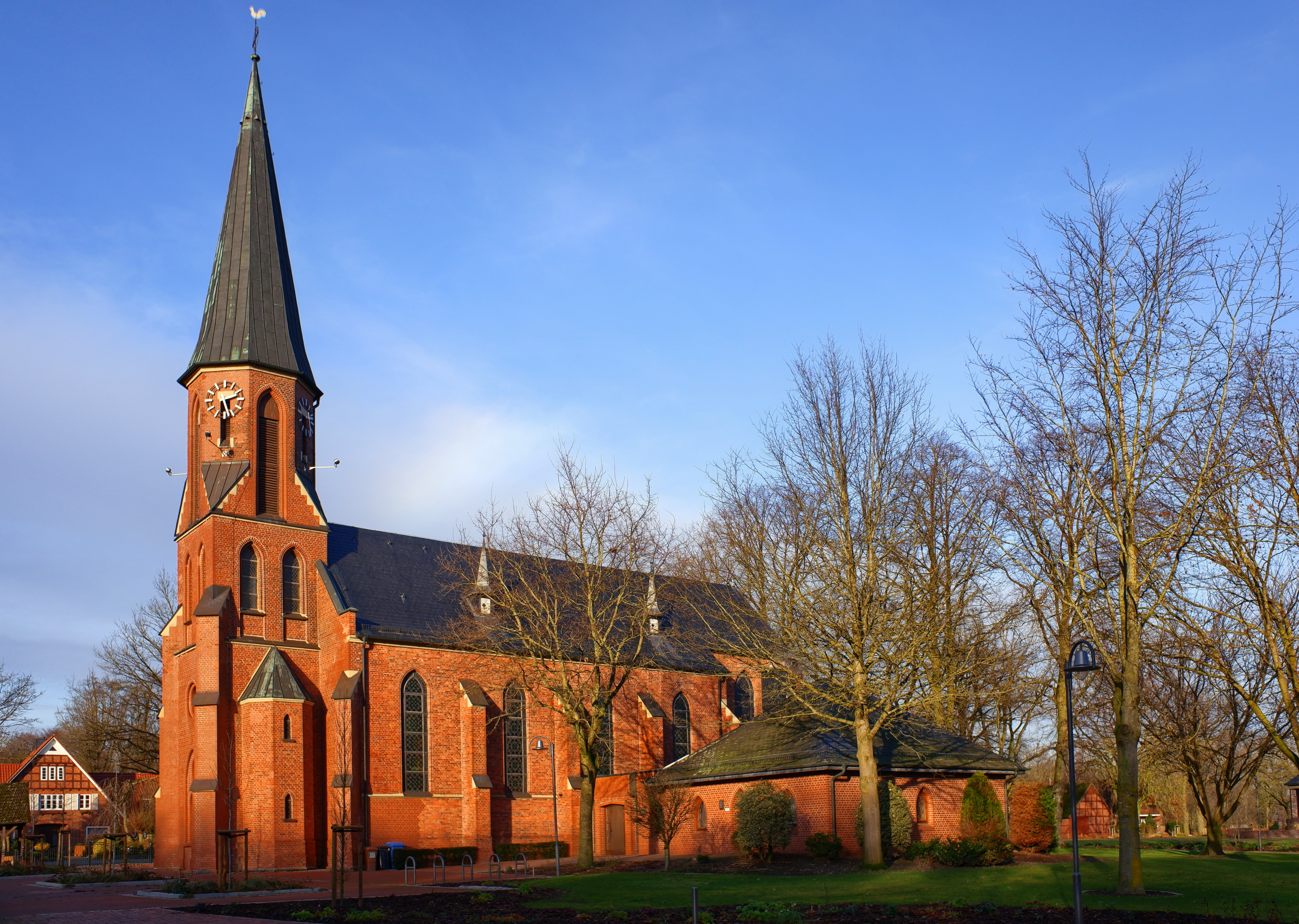
St. Antonius

Die katholische Filialkirche St. Antonius steht im Kirchdorf Rechterfeld der Gemeinde Visbek im südoldenburgischen Landkreis Vechta von Niedersachsen. Die Kirche gehört zur Pfarrei St. Vitus Visbek im Dekanat Vechta des münsterschen Offizialatsbezirks Oldenburg.

## Beschreibung
Die geostete neugotische, in Backstein ausgeführte Saalkirche, deren Wände von Strebepfeilern gestützt werden, wurde 1901 von Ludwig Becker erbaut.
Die Kirche besteht aus dem 30 Meter hohen Kirchturm im Westen, einem Langhaus aus vier Jochen und einem nur leicht eingezogenen quadratischen Chor mit dreiseitigem Abschluss. Auf dem achteckigen Obergeschoss des Turms, das die Turmuhr und den Glockenstuhl beherbergt, sitzt ein spitzes Zeltdach. Das Langhaus ist mit einem Satteldach bedeckt, das sich über dem Chor fortsetzt. Die Verglasung stammt teilweise aus dem Derix Glasstudio.
Der Hochaltar ist aus der Erbauungszeit und ist ausgestattet mit einem Kreuzigungsrelief aus der Zeit um 1520 bis 1530. Die Pietà stammt vom Anfang des 15. Jahrhunderts, hier wurde der Kopf der Maria überarbeitet. Eine Statue von Johannes dem Täufer wurde um 1740 von Thomas Simon Jöllemann geschnitzt.